# Hemiloba
Hemiloba és un gènere monotípic d'arnes de la família Crambidae descrita per Charles Swinhoe el 1901. Conté només una espècie, Hemiloba excisa, descrita en el mateix article, que es troba a l'Índia.